# Luca Ekler
Luca Ekler (28 de octubre de 1998) es una deportista húngara que compite en atletismo adaptado. Ganó tres medallas en los Juegos Paralímpicos de Verano, en los años 2020 y 2024.

## Palmarés internacional
| Juegos Paralímpicos | Juegos Paralímpicos | Juegos Paralímpicos | Juegos Paralímpicos   |
| Año                 | Lugar               | Medalla             | Prueba                |
| ------------------- | ------------------- | ------------------- | --------------------- |
| 2020                | Tokio (Japón)       | Medalla de oro      | Salto de longitud T38 |
| 2024                | París (Francia)     | Medalla de oro      | Salto de longitud T38 |
| 2024                | París (Francia)     | Medalla de plata    | 400 m T38             |